# Jo Gartner
Josef ("Jo") Gartner (Wenen, 24 januari 1954 – Le Mans, 1 juni 1986) was een Oostenrijks autocoureur.

## Carrière
Gartner begon zijn carrière in de Formule Vee in 1977. Via de Formule 3 kwam hij in 1980 terecht in de Formule 2 waar hij enkele jaren bleef en één zege behaalde in Pau. Met hulp van sponsorgelden wist hij in 1984 een plek te veroveren bij het Formule 1-team van Osella. Osella was een achterhoede-team en Gartner kon weinig laten zien. Zijn beste resultaat in acht races was een vijfde plaats bij de Grand Prix van Italië. Punten leverde hem dit echter niet op, Osella had zich aan het begin van het seizoen maar ingeschreven met één auto. Gartners auto was later bijgeschreven en kon daarom geen punten halen.

## Klapband
Na dat seizoen was Gartners geld op en ging hij rijden in Sportscar-wedstrijden. Hij won samen met Bob Akin en Hans-Joachim Stuck de 12 uur van Sebring in 1986. Datzelfde jaar kwam Gartner om het leven, toen hij midden in de nacht crashte met zijn Porsche na een klapband op volle snelheid tijdens de 24 uur van Le Mans.